# Bučje (Pakrac)
Bučje is een plaats in de gemeente Pakrac in de Kroatische provincie Požega-Slavonië. De plaats telt 29 inwoners (2001).